# Светлая Речка (Екатеринбург)
Све́тлая Ре́чка — бывший посёлок в составе Верх-Исетского района города Екатеринбурга в Свердловской области.
Расстояние до центра Екатеринбурга (напрямую) — 16 км, до центра бывшего Северского поселкового совета посёлка Северка — 10 км, до ближайшей станции Северка — 10 км. Ближайшие населённые пункты — Палкинский Торфяник, Гора Хрустальная, Медный.

## История
До включения в состав МО «город Екатеринбург» посёлок Светлая Речка входил в состав Северского поселкового совета г. Первоуральск. К 2000-м годам поселок прекратил существование, на его месте выделены и оформлены в собственность 15 участков «Для ведения гражданами садоводства и огородничества».
9 декабря 2014 года был назначен опрос жителей по вопросу присоединения поселка к городу Екатеринбургу. 10 марта 2015 года на основании Акта об установлении факта отсутствия граждан поселок был признан не имеющим постоянного населения.
11 февраля  2016 населённый пункт был упразднён и включён в городскую черту Екатеринбурга.

## Население
По переписи 2010 года посёлок не имеет постоянного населения.
Долговременная динамика численности населения:
| н/д | н/д | н/д | н/д | н/д | н/д | н/д | 0 | 0 |